# Søren Andersen (calciatore 1937)
Søren Andersen (Copenaghen, 16 luglio 1937 – Copenaghen, 16 luglio 1960) è stato un calciatore danese, di ruolo attaccante.

## Biografia
Il 16 luglio 1960 (giorno del suo ventitreesimo compleanno), Andersen fu convocato per disputare una partita amichevole tra la Danimarca A e la Danimarca B, come preparazione per i successivi Giochi della XVII Olimpiade di Roma, in programma ad agosto.
Mentre viaggiava con altri 7 compagni di squadra su un volo diretto da Copenaghen a Herning, sede della partita, il biplano che li trasportava precipitò nel disastro aereo di Øresund del 1960. Il velivolo precipitò a causa del maltempo nello stretto dell'Øresund a 50 metri dalla riva, a poca distanza dall'aeroporto della capitale danese. Solo il pilota si salvò, mentre tutti i calciatori morirono.

## Carriera
Iniziò la carriera nel Boldklubben Frem. Nella 1. division 1956-1957 fu il capocannoniere della massima serie danese, con 27 gol.
Nel 1957 giocò due partite con la Nazionale B danese: la prima il 13 ottobre contro la Finlandia (1-0), la seconda il 22 settembre contro la Norvegia (5-2) in questa occasione segnò una doppietta.
Disputò 4 partite con l'Under-21. La prima il 25 maggio 1958 contro la Polonia, a Varsavia. I polacchi vinsero l'incontro, amichevole, per 2-1.
Il 13 settembre 1959 segnò la prima rete con l'Under-21 in amichevole contro la Norvegia, a Haderslev (3-0). Si ripeté il 4 ottobre contro la Finlandia, in quella che fu la sua ultima presenza internazionale.